# Вайцюкевичюте, Живиле
Живиле Вайцюкевичюте (лит. Živilė Vaiciukevičiūtė; род. 3 апреля 1996, Пабраде, Вильнюсский уезд) — литовская легкоатлетка, специалистка по спортивной ходьбе. Выступает за сборную Литвы по лёгкой атлетике с 2013 года, победительница Кубка Европы, участница ряда крупных международных соревнований, в том числе летних Олимпийских игр в Рио-де-Жанейро.

## Биография
Живиле Вайцюкевичюте родилась 3 апреля 1996 года в городе Пабраде, Литва.
Дебютировала в лёгкой атлетике на международном уровне в сезоне 2013 года, когда вошла в состав литовской национальной сборной и выступила на Кубке Европы по спортивной ходьбе в Дудинце, где заняла 19 место в юниорской гонке на 10 км.
В 2014 году в той же дисциплине стала двенадцатой на юниорском чемпионате мира в Юджине, тогда как на Кубке мира в Тайцане финишировала среди юниорок девятнадцатой.
На Кубке Европы 2015 года в Мурсии была седьмой в личном зачёте и четвёртой в командном зачёте.
Принимала участие в командном чемпионате мира по спортивной ходьбе в Риме, где в личном зачёте заняла 53 место. Выполнив олимпийский квалификационный норматив 1:36:00, удостоилась права защищать честь страны на летних Олимпийских играх 2016 года в Рио-де-Жанейро — в программе ходьбы на 20 км показала время 1:41:28 и разместилась в итоговом протоколе соревнований на 56 строке.
После Олимпиады в Рио Вайцюкевичюте осталась в составе легкоатлетической команды Литвы и продолжила принимать участие в крупнейших международных соревнованиях. Так, в 2017 году на дистанции 20 км она выиграла бронзовую медаль на молодёжном европейском первенстве в Быдгоще, получила бронзу в командном зачёте на Кубке Европы в Подебрадах, заняла 19 место на мировом первенстве в Лондоне.
В 2018 году стала пятой на чемпионате Европы в Берлине.
В 2019 году одержала победу на домашнем Кубке Европы в Алитусе, показала 23 результат на чемпионате мира в Дохе.
Её сестра-близнец Моника Вайцюкевичюте так же имеет определённые успехи в спортивной ходьбе.